# Ню-лан

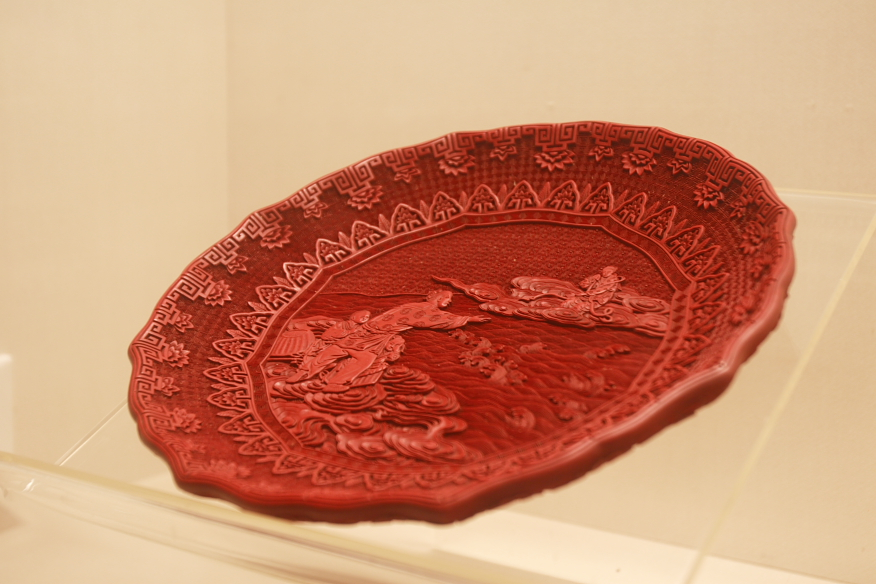
Изображение Ню Лана с детьми и Чжи Нюй.

Ню-лан (кит. упр. 牛郎, пиньинь niú láng; «Волопас») — в древнекитайских мифах земное воплощение звезды Пастух (Волопас, Альтаир) из созвездия Орла, мальчик-сирота, живший со старшим братом и его женой, которая относилась к Ню-лану крайне плохо, а потом потребовала выгнать его, отдав лишь старого вола. Согласно легенде, по совету вола Ню-лан отправляется к Серебряной реке, где находит и женится на Чжи-нюй (Ткачиха или звезда Вега из созвездия Лиры), дочери (или внучки) Тянь-ди («Небесного правителя»). От этого брака у них родились сын и дочь (β and γ Орла), однако, «Небесный правитель» забрал Чжи-нюй обратно на небо, разрешив супругам видеться лишь раз в году.
По другой версии Тянь-ди забрал Чжи-нюй обратно на небо, а Ню-лан с детьми остались на земле. Вол перед смертью велел Ню-лан снять с него шкуру и завернуться в неё вместе с детьми, шкура отнесла их на небо (по другим вариантам, Ню-лан сам, посадив детей в корзины, отнёс их на коромысле к матери). Но её бабушка Ванмуняннян (видимо, Сиванму) бросила свою золотую шпильку, и бурная небесная река (Тяньхэ, ещё одно название Млечного пути) разделила супругов, которые могли лишь глядеть друг на друга и плакать. Впоследствии их чувства тронули Тянь-ди, и он разрешил супругам встречаться один раз в году.
С тех пор этот день, 7-е число 7-й луны, считается в Китае днём встречи влюблённых. Образ этих влюблённых считается очень популярным в китайских сказках.